# Mitsubishi Ki-51
Le Mitsubishi Ki-51 est un bombardier en piqué japonais, dérivé des Ki-15 et Ki-30, conçu par Mitsubishi et qui servit pendant la Seconde Guerre mondiale. Il fut créé en réponse à une demande par l'armée impériale japonaise d'un nouvel appareil d'attaque au sol. La fiche-programme fut émise à la fin de 1937 et le premier prototype commença ses essais en 1939. Le type mis en production sous la désignation de Type 99 Assaut fut mis en production fin 1939 et a commencé à être engagé en 1940 dans le prolongement du conflit entre la Chine et le Japon, avant d'être totalement impliqué dans la guerre du Pacifique à partir de décembre 1941.
La production totale du Mitsubishi Ki-51 s'éleva à 2 385 exemplaires (1 472 construits par Mitsubishi et 913 par Tachikawa) qui dura jusqu'en 1945 et l'avion fut engagé pratiquement jusqu'à la fin de la Seconde Guerre mondiale.
Au début du conflit, le Ki-51 connut quelques succès, mais seulement quand l'opposition aérienne alliée était faible, fin 1941 et début 1942 notamment. Mais lorsque les Alliés commencèrent à aligner des chasseurs plus performants comme le F6F Hellcat, le Ki-51 subit des pertes de plus en plus lourdes. Comme la plupart des avions japonais à la fin de la guerre, le Ki-51 fut engagé dans des missions kamikaze pour tenter de repousser l'avancée des alliés.
Cet avion portait chez les alliés le nom de code Sonia.

## Avions Comparables
- Junkers Ju 87
- Iliouchine Il-2 Sturmovik
- PZL P.23 Karas
- Fairey Battle